# Daan Nieber
Daan Nieber (Amsterdam, 6 november 1980) is een Nederlandse televisiepresentator en programmamaker.

## Opleiding
Aan de Universiteit Maastricht studeerde Nieber Cultuurwetenschappen.

## Loopbaan
Van augustus 2009 tot 5 april 2010 presenteerde hij samen met Pieter Jouke en Beau van Erven Dorens het wekelijkse nieuwsprogramma CQC, dat uitgezonden werd door Talpa. Het programma werd van de buis gehaald wegens tegenvallende kijkcijfers.
Nieber werkte voorheen bij IDTV en AT5 als programmamaker.
Vanaf 16 september 2010 was hij iedere werkdag te zien in het nieuwsprogramma PowNews van PowNed. Tijdens de presentatie van Merab Zjordania als eigenaar van Vitesse werd hij wegens kritische vragen aan Zjordania door de beveiliging van het GelreDome verwijderd.
Vanaf 23 november 2010 maakt Nieber een nieuw programma bij Veronica, genaamd GoedFout. Het programma is ontstaan uit een item uit CQC waarin hij de hufterigheid van Nederland test.
Vanaf 25 november 2012 presenteerde Nieber samen met Maureen du Toit het programma Recht van Nederland op SBS6.
In 2014 presenteerde Nieber samen met Danny Ghosen en Roel Maalderink het programma PowLitie. Sinds 1 oktober 2014 is hij te zien als presentator van Editie NL. Verder was hij presentator van het programma Mijn Stad (RTL 4).
In 2015 werd hij derde in de televisiekwis De Slimste Mens.
In 2016 maakte hij de overstap van RTL naar KRO-NCRV, waar hij toegevoegd werd aan het team van Keuringsdienst van Waarde en een reisprogramma zou maken samen met Katja Schuurman, genaamd Van A naar B, waarin hij als taxichauffeur van Sint Petersburg door de Baltische Staten, Polen en Duitsland naar het Groningse Bourtange reed. Nieber presenteert ook De Rekenkamer.
In 2021 deed hij mee aan de Verraders op RTL 4. Hij werd als eerste getrouwe weggestemd.
Van 21 augustus 2021 tot en met december 2024 presenteerde Nieber het televisieprogramma RTL Boulevard. 
In 2023 deed Nieber mee aan Alles is Muziek. In 2024 deed hij mee aan Wat een dag! en The Connection. In datzelfde jaar maakte Nieber met Diederik Jekel voor BNR de podcastserie Splijtstof .
Vanaf 19 maart 2025 is Nieber één van de presentatoren van het RTL Ontbijtnieuws.